# Abū Yeleyel
Abū Yeleyel (persiska: ابو یلیل) är en ort i Iran.   Den ligger i provinsen Khuzestan, i den centrala delen av landet, 600 km söder om huvudstaden Teheran. Abū Yeleyel ligger 18 meter över havet och antalet invånare är 212.
Terrängen runt Abū Yeleyel är mycket platt. Runt Abū Yeleyel är det ganska tätbefolkat, med 58 invånare per kvadratkilometer. Närmaste större samhälle är Rāmshīr, 15,2 km norr om Abū Yeleyel. Trakten runt Abū Yeleyel är ofruktbar med lite eller ingen växtlighet.